# Fingerörtvecklare
Fingerörtvecklare (Epiblema junctana) är en fjärilsart som först beskrevs av Herrich-Schäffer 1856.  Fingerörtvecklare ingår i släktet Epiblema, och familjen vecklare. Enligt den svenska rödlistan är arten nära hotad i Sverige. Arten förekommer på Gotland och Öland. Artens livsmiljö är jordbrukslandskap.